# Ilhas Maug
As Ilhas Maug são três ilhas desabitadas pertencentes ao Município das Ilhas do Norte, nas Ilhas Marianas do Norte (Marianas Setentrionais). 
A vegetação das ilhas consiste principalmente de gramíneas com alguns coqueiros. 
Durante a Segunda Guerra Mundial (1939-1945) foram abertas nas ilhas estações meteorológicas. 
Em 6 de janeiro de 2009 o presidente dos Estados Unidos George W. Bush designou as Ilhas Maug como parte do Monumento Nacional Marinho das Marianas, protegendo assim as ilhas da pesca comercial e de outros tipos de exploração. 

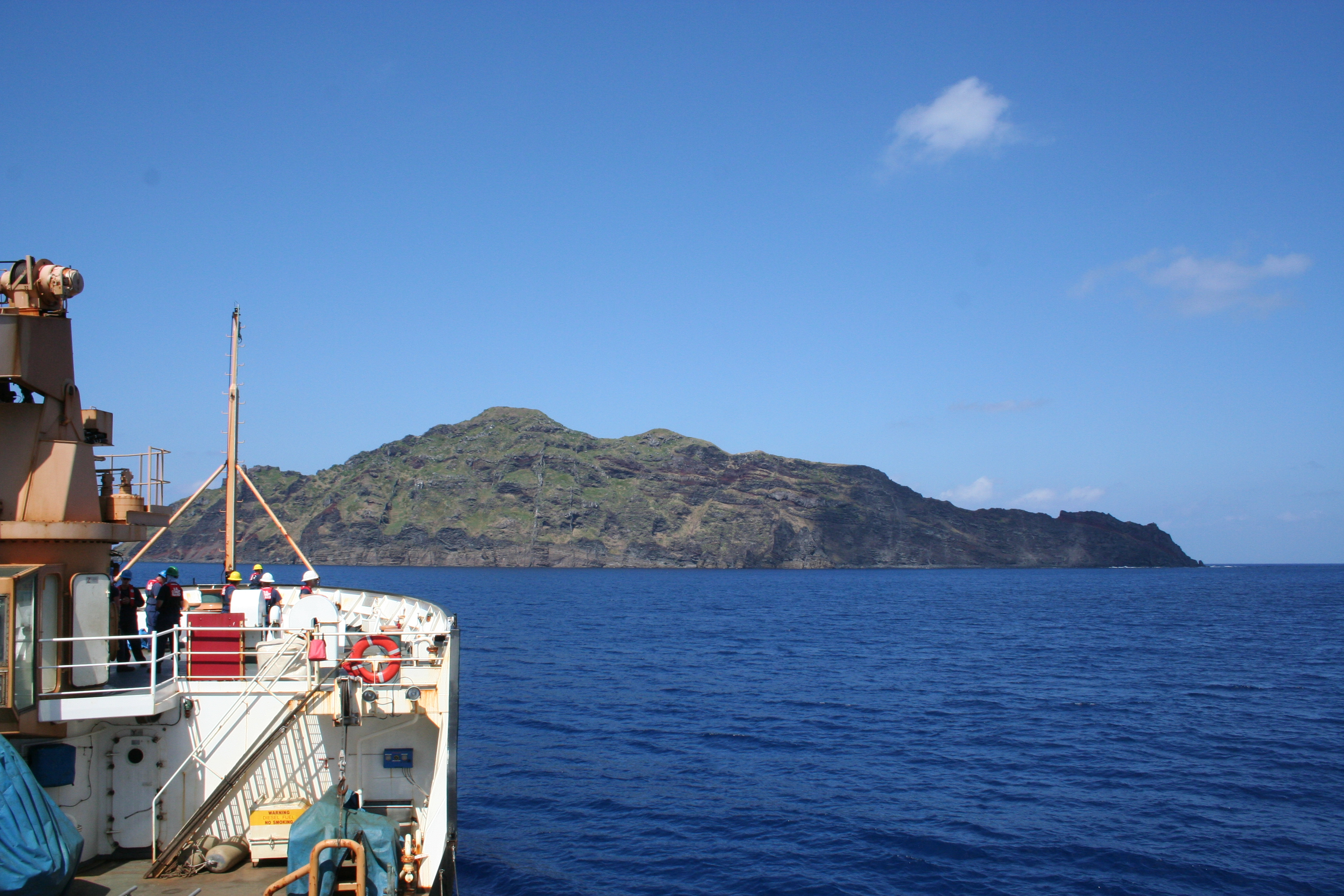
A East Island

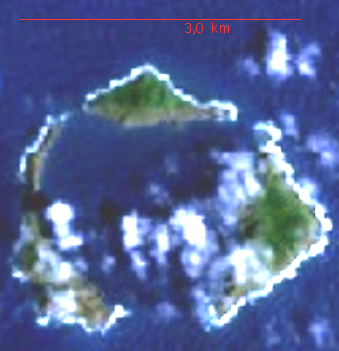
Imagem de satélite das ilhas Maug

As ilhas são:
| Ilha         | Nome em japonês | Área (km²) | Altitude máx. (m) |
| ------------ | --------------- | ---------- | ----------------- |
| North Island | Kita            | 0,466      | 227               |
| East Island  | Higashi         | 0,951      | 215               |
| West Island  | Nishi           | 0,711      | 178               |
| Total        |                 | 2,128      | -                 |

## História
Do ponto de vista europeu, as Ilhas Maug foram descobertas em 22 de agosto de 1522 por Gonzalo Gómez de Espinosa, que as chamou de Las Monjas. Gómez de Espinosa foi um membro da tentativa de circum-navegação de Fernão de Magalhães e, após a morte de Magalhães, tentou, sem êxito, navegar com o navio Trinidad através do Oceano Pacífico até ao México. Gómez de Espinosa encontrou a maior ilha das Ilhas Maug povoada por Chamorros, e chamou a ilha de Mao ou Pamo. Gómez de Espinosa libertou o chamorro que tinha sequestrado em Agrihan e três de seus tripulantes abandonaram o Trinidad para ficar na ilha. Dois dos desertores foram mortos pelos chamorros, mas o terceiro, Gonzalo Alvarez de Vigo, mais tarde chegou a Guam.  Em 1669, o missionário espanhol Diego Luis de San Vitores visitou as Ilhas Maug e chamou-lhes San Lorenzo (São Lourenço). Em 1695, todos os habitantes foram deportados à força para Saipan e três anos depois para Guam. Desde então, as ilhas estão desabitadas.
Após a venda das Marianas do Norte pela Espanha ao Império Alemão em 1899, as ilhas Maug foram administradas como parte da Nova Guiné Alemã. Em 1903, as ilhas foram arrendadas a uma empresa japonesa, que caçava aves em busca de penas para exportação para o Japão e de lá para Paris.
Durante a Primeira Guerra Mundial, as Ilhas Maug ficaram sob o controle do Império do Japão e foram administradas como parte do Mandato do Pacífico Sul. Os japoneses estabeleceram uma estação meteorológica nas ilhas e uma fábrica  de processamento de peixe. Durante a Segunda Guerra Mundial, o cruzador auxiliar alemão Orion encontrou navios de suprimentos em janeiro-fevereiro de 1941 na caldeira das Ilhas Maug.
Após a Segunda Guerra Mundial, as ilhas ficaram sob o controle dos Estados Unidos e foram administradas como parte do Protetorado das Ilhas do Pacífico das Nações Unidas. Desde 1978 que fazem parte do Município das Ilhas do Norte da Commonwealth das Ilhas Marianas do Norte.
Em 1985, de acordo com a Constituição da Comunidade das Ilhas Marianas do Norte, as ilhas foram designadas como uma área selvagem para a proteção e conservação dos recursos naturais. Desde 2009, as terras e as águas submersas ao redor da ilha fazem parte do Monumento Nacional Marinho da Fossa das Marianas dos Estados Unidos.